# 3536 Schleicher
3536 Schleicher este un asteroid din centura principală, descoperit pe 2 martie 1981 de Schelte Bus.